# Donyets de Nàquera
Els donyets de Nàquera són uns personatges de la mitologia popular valenciana que se suposa habiten a la casa del senyor de Nàquera, en la localitat del mateix nom.
Segons conta la llegenda, antigament vivia a València el senyor de Nàquera, home de mal caràcter, fort i aficionat a dur navalla, que administrava justícia amb un pal d'enforcar.
A més era curiós i un dia escoltà el rebombori que produïa un soterrar, per la qual cosa envià uns criats a veure de qui es tractava. Al tornar els criats estaven esbalaïts, ja que teòricament al que soterraven era al propi senyor de la casa. Atemorit per la noticia anà corrents a amagar-se a la casa que tenia a la població propera de Nàquera, però només arribar al primer replanell de l'escala, desaparegué amb un gran ressò. A partir d'aquell funest dia els veïns de la població estaven ben tranquils i no el trobaven a faltar gens, encara que lamentaven que a la casa no es tornés a poder entrar, ja que es transformà en un lloc encantat, ple de sorolls, llums misterioses i presències de difícil explicació, cosa que feu que la consideressin habitada per donyets, bruixes i dimonis.